# Lista över Nigerias statsöverhuvuden
Förbundsrepubliken Nigerias president (engelska: President of the Federal Republic of Nigeria) är Nigerias statschef. Ämbetet spelar en central politisk roll i landets politik och presidenten är ex officio överbefälhavare för de nigerianska väpnade styrkorna.
Bola Tinubu är Nigerias president sedan 29 maj 2023.

## Historia
Vid Nigerias självständighet från Storbritannien år 1960 var landet ett samväldesrike, en konstitutionell monarki med Elizabeth II av Storbritannien och Nordirland som drottning av Nigeria. Tre år senare utropade dåvarande generalguvernören Nnamdi Azikiwe sig till president och omvandlade landet till en republik med den reella verkställande makten i stort delegerad till premiärminister Abubakar Tafawa Balewa. Till följd av militärkuppen 1966 mördades Balewa och premiärministerämbetet avskaffades. 1966-1979 styrdes landet av fyra successiva militärjuntor och presidentämbetet var formellt vakant. 1983–1999 styrdes landet återigen landet av militären men därefter har civila politiker innehaft statschefsämbetet med titeln president.

## Lista över Nigerias statsöverhuvuden

### Federationen Nigerias generalguvernörer
| Porträtt | Namn (Född–Död)                    | Ämbetsperiod     | Ämbetsperiod     | Ämbetsperiod      | Monark                   |
| Porträtt | Namn (Född–Död)                    | Tillträdde       | Avgick           | Varaktighet       | Monark                   |
| -------- | ---------------------------------- | ---------------- | ---------------- | ----------------- | ------------------------ |
|          | James Wilson Robertson (1899–1983) | 15 juni 1955     | 16 november 1960 | 5 år och 35 dagar | Elizabeth II (1926–2022) |
|          | Nnamdi Azikiwe (1904–1996)         | 16 november 1960 | 1 oktober 1963   | 2 år och 55 dagar | Elizabeth II (1926–2022) |

### Förbundsrepubliken Nigeria
| Porträtt | Namn (Född–Död)                   | Ämbetsperiod     | Ämbetsperiod     | Ämbetsperiod       | Politiskt parti                               | Val        |
| Porträtt | Namn (Född–Död)                   | Tillträdde       | Avgick           | Varaktighet        | Politiskt parti                               | Val        |
| -------- | --------------------------------- | ---------------- | ---------------- | ------------------ | --------------------------------------------- | ---------- |
|          | Nnamdi Azikiwe (1904–1996)        | 1 oktober 1963   | 16 januari 1966  | 2 år och 107 dagar | National Council of Nigeria and the Cameroons | -          |
|          | Johnson Aguiyi-Ironsi (1942–1966) | 16 januari 1966  | 19 juli 1966     | 0 år och 184 dagar | Inget (Militärjunta)                          | -          |
|          | Yakubu Gowon (1934– )             | 1 augusti 1966   | 29 juli 1975     | 8 år och 362 dagar | Inget (Militärjunta)                          | -          |
|          | Murtala Mohammed (1938–1976)      | 29 juli 1975     | 13 februari 1976 | 0 år och 199 dagar | Inget (Militärjunta)                          | -          |
|          | Olusegun Obasanjo (1937– )        | 13 februari 1976 | 30 december 1979 | 3 år och 229 dagar | Inget (Militärjunta)                          | -          |
|          | Shehu Shagari (1925–2018)         | 1 oktober 1979   | 31 december 1983 | 4 år och 364 dagar | National Party of Nigeria                     | 1979       |
|          | Muhammadu Buhari (1942-2025)      | 31 december 1983 | 27 augusti 1985  | 1 år och 239 dagar | Inget (Militärjunta)                          | -          |
|          | Ibrahim Babangida (1941- )        | 27 augusti 1985  | 26 augusti 1993  | 7 år och 364 dagar | Inget (Militärjunta)                          | -          |
|          | Ernest Shonekan (1936-2022)       | 26 augusti 1993  | 17 november 1993 | 0 år och 83 dagar  | Inget (Övergångsregering)                     | -          |
|          | Sani Abacha (1943-1998)           | 17 november 1993 | 8 juni 1998      | 4 år och 203 dagar | Inget (Militärjunta)                          | -          |
|          | Abdulsalami Abubakar (1942- )     | 9 juni 1998      | 29 maj 1999      | 0 år och 354 dagar | Inget (Militärjunta)                          | -          |
|          | Olusegun Obasanjo (1937- )        | 29 maj 1999      | 29 maj 2007      | 8 år och 0 dagar   | People’s Democratic Party                     | 1999, 2003 |
|          | Umaru Yar’Adua (1951–2010)        | 29 maj 2007      | 5 maj 2010       | 2 år och 341 dagar | People’s Democratic Party                     | 2007       |
|          | Goodluck Jonathan (1957– )        | 6 maj 2010       | 29 maj 2015      | 15 år och 69 dagar | People’s Democratic Party                     | 2011       |
|          | Muhammadu Buhari (1942–2025)      | 29 maj 2015      | 29 maj 2023      | 8 år och 0 dagar   | All Progressives Congress                     | 2015       |
|          | Bola Tinubu (1952– )              | 29 maj 2023      | Nuvarande        | 2 år och 46 dagar  | All Progressives Congress                     | 2023       |